# 中野村 (群馬県)
中野村（なかのむら）は群馬県の南東部、邑楽郡に属していた村。

## 地理
- 河川：矢場川

## 歴史
- 1889年（明治22年）4月1日 - 町村制施行により中野村、鶉村（うずらむら）、光善寺村、鶉新田が合併して邑楽郡中野村が成立する。
- 1955年（昭和30年）3月1日 - 高島村と合併して中島村となる。

## 交通
- 東武小泉線
  - 本中野駅